# Киселёв, Николай Михайлович (политик)
Николай Михайлович Киселёв (15 февраля 1922, с. Майма, Улалинская волость, Горно-Алтайский уезд, Алтайская губерния, РСФСР — 25 июня 1976, ?) — советский хозяйственный, государственный и партийный деятель. Первый секретарь Горно-Алтайского обкома КПСС (1955—1960). Кандидат экономических наук (19??), доцент.

## Биография
Родился 15 февраля 1922 в селе Майма Улалинской волости Горно-Алтайского уезда Алтайской губернии РСФСР (ныне село в составе Майминского района Республики Алтай ). Член ВКП(б) с 1946.
Окончил Ойротское педагогическое училище. Кандидат экономических наук, доцент. 
С 1940 года — на хозяйственной, общественной и политической работе. В 1940—1970 гг. — в РККА, участник Великой Отечественной войны, заведующий Отделом пропаганды и агитации Горно-Алтайского городского комитета ВКП(б), заведующий Сектором агитационно-массовой работы, заместитель заведующего Отделом партийных, профсоюзных и комсомольских органов Областного комитета ВКП(б) Горно-Алтайской автономной области, 1-й секретарь Шебалинского районного комитета ВКП(б), 2-й, 1-й секретарь Областного комитета КПСС Горно-Алтайской автономной области, директор Горно-Алтайского педагогического института.
Избирался депутатом Верховного Совета РСФСР 5-го созыва.
Умер в 1976 году.